# Tuco (Fluss)
Der Tuco (Wetuku, We Tuku) ist ein Fluss in der Gemeinde Viqueque (Osttimor), der ganzjährig Wasser führt.

## Verlauf
Der Tuco entspringt im Grenzgebiet zwischen den Sucos Liaruca und Ossu de Cima und fließt zunächst nach Westen. Weiter nördlich entspringen der Lequeloe und der Haunanauil. Der Haunanauil entspringt in Liaruca und fließt zunächst nach Westen, der Lequeloe im Grenzgebiet zwischen Liaruca und Bibileo und fließt nach Süden, bis er in den Haunanauil mündet. Weiter im Süden mündet der Haunanauil dann in den Tuco, der nun entlang der Grenze zwischen Ossu de Cima und Bibileo nach Süden fließt. Wo am Westufer Bibileo vom Suco Bahalarauain abgelöst wird, mündet der Metacoa in den Tuco. Dieser Grenzfluss zwischen den beiden Sucos heißt zuvor Maracoa und entspringt zwischen Dilor und Laline. Entlang der Grenze zwischen Laline und Bibileo fließt der Caidercana zum Maracoa hin.
Nach dem Zulauf des Metacoa in den Tuco fließt dieser weiter in Richtung Süden zwischen Bahalarauain und Ossu de Cima, wo der Mitacaiuai und an der Grenze zu Uai-Mori der Teko einmünden. Später schwenkt der Tuco nach Südwesten und durchquert Bahalarauain. Hier überquert ihn die südliche Küstenstraße Osttimors. An der Ostseite der Brücke liegt die größte Siedlung des Sucos mit den Ortsteilen Aidac, Aisahe, Buikarin, Caninuc, Kailoi, Welaco und Wetalitua. Kurz darauf durchfließt der Tuco den Südteil von Bibileo und passiert östlich das dortige Siedlungszentrum mit den Orten Amarleza, Aisahe, Webae, Laco Uai, Mane Claran, Balide Oan, Hare Oan und Fato Hosan, bevor der Fluss schließlich westlich des Kaps Ponta de Luca in die Timorsee mündet.